# Kuandian

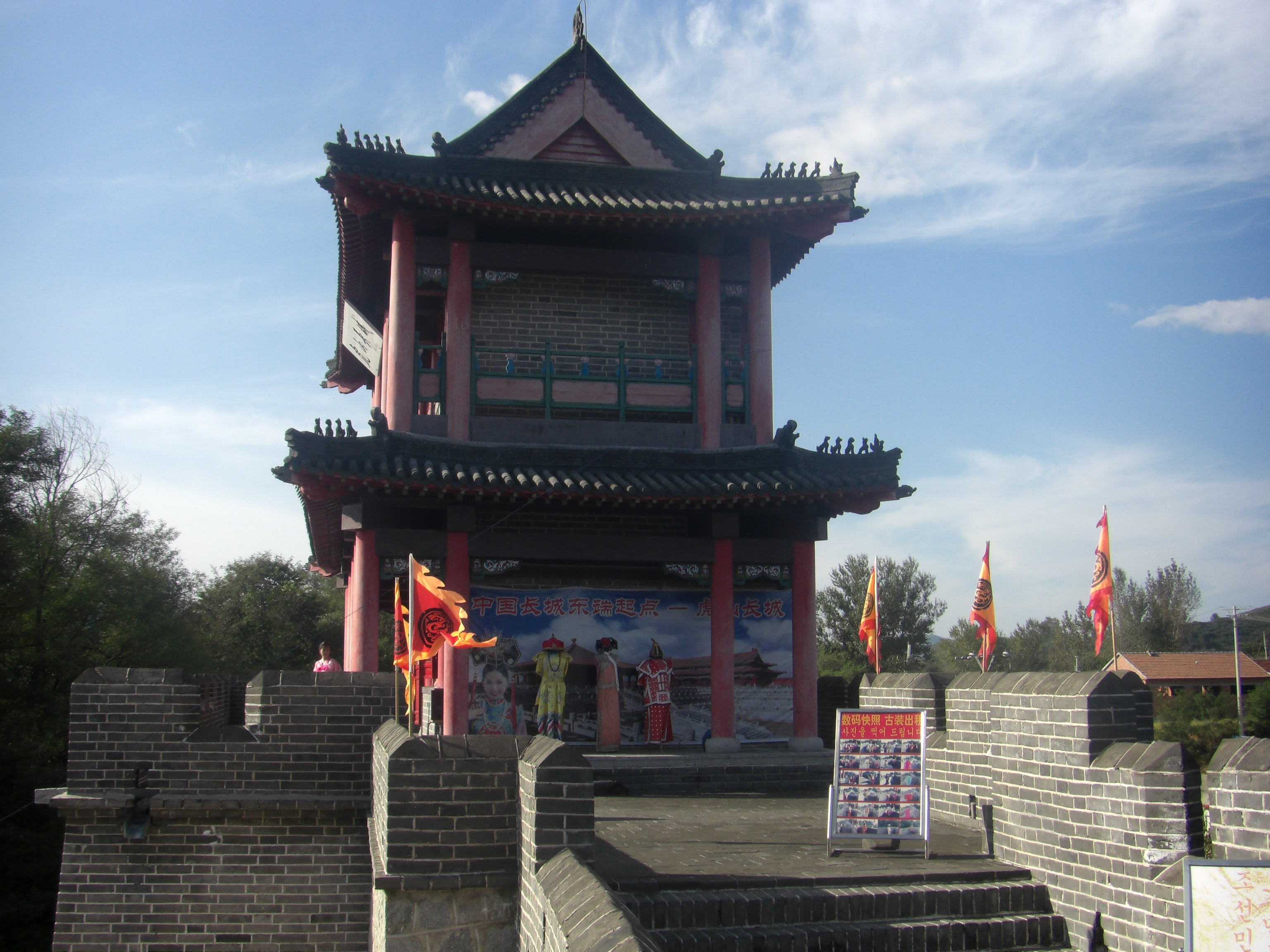
Mingzeitliche Große Mauer von Hushan (Hushan changcheng)

Der Autonome Kreis Kuandian der Mandschu (chinesisch 宽甸满族自治县, Pinyin Kuāndiàn Mǎnzú Zìzhìxiàn; mandschurisch ᡴᡠᠸᠠᠨᡩᡳᠶᠠᠨ
ᠮᠠᠨᠵᡠ
ᠪᡝᠶᡝ
ᡩᠠᠰᠠᠩᡤᠠ
ᠰᡳᠶᠠᠨ, Kuwandiyan Manju Beye Dasangga Siyan) ist ein autonomer Kreis der Mandschu der bezirksfreien Stadt Dandong in der nordostchinesischen Provinz Liaoning. Er hat eine Fläche von 6.137 km² und zählt 334.636 Einwohner (Stand: Zensus 2020).
Jüngeren archäologischen Erkenntnissen zufolge begann die Große Mauer der Ming-Dynastie (Ming changcheng) im Osten der Festung Jiangyantai (江沿台堡 Jiangyantai bao) am südlichen Fuß des Hushan-Berges im Kreis Kuandian und nicht wie bisher angenommen am Shanhai-Pass.